# Minolta AF 70-210mm f/4
Minolta AF 70-210mm f/4 — автофокусный зум-объектив совместимый с камерами системы Minolta AF.
Среди пользователей этот объектив известен как «пивная банка» (англ. beercan) за форму и размеры напоминающие пропорции обычной алюминиевой пивной банки.
Этот объектив был представлен в 1985 году вместе с камерой Minolta Maxxum/Dynax/Alpha 7000, первой в мире коммерчески удачной автофокусной камерой, и оставался в производстве многие годы. Наследовал оптическую схему более раннего неавтофокусного объктива серии Minolta MD — MD 70-210mm f/4, который также производился Минолтой для фирмы Leica под названием Leitz Vario-Elmar R 70-210mm f/4. Minolta MD 70-210mm f/4, в свою очередь, являлся улучшенной версией объектива Minolta MD 75-200mm f/4.5
Объёмы производства Minolta AF 70-210mm f/4 постепенно уменьшались до полного прекращения в пользу более новых объективов Minolta AF 70-210mm f/3.5-4.5 и Minolta AF 70-210mm f/4.5-5.6, которые, однако, не имели такого же качества как оригинал.
Тем не менее, объектив остаётся популярным для использования в цифрозеркальных камерах системы Minolta AF производства фирм Minolta и Sony. Хотя он довольно объёмен и тяжел, но ценится за прочную конструкцию, резкость и мягкое боке. Вследствие чего в среде пользователей системы Minolta AF приобрёл статус легендарного.